# Tonbū-ye Jonūbī
Tonbū-ye Jonūbī (persiska: تمبو جنوبی, Tombū Jonūbī, تنبو جنوبی) är en ort i Iran.   Den ligger i provinsen Hormozgan, i den södra delen av landet, 900 km söder om huvudstaden Teheran. Tonbū-ye Jonūbī ligger 15 meter över havet och antalet invånare är 252.
Terrängen runt Tonbū-ye Jonūbī är platt åt sydväst, men åt nordost är den kuperad. Runt Tonbū-ye Jonūbī är det glesbefolkat, med 11 invånare per kvadratkilometer. Närmaste större samhälle är Berkeh Dokān, 11,4 km öster om Tonbū-ye Jonūbī. Trakten runt Tonbū-ye Jonūbī är ofruktbar med lite eller ingen växtlighet.